# 圭光院
圭光院（けいこういん、宝永5年8月1日（1708年9月14日） - 安永7年5月17日（1778年6月11日））は、江戸時代後期の女性。名は幸（こう）。筑前福岡藩第6代藩主黒田継高の正室。第4代藩主黒田綱政の世嗣黒田吉之の次女、母は郡山藩主本多忠常の養女本光院（本多忠利の娘）。父方の叔父で第5代藩主黒田宣政の養女。
福岡藩主の正室としては黒田長政の正室大涼院とともに事跡が大きく、手塚雪山が著した『淑徳録』（しゅくとくろく）などに記録が残る。自筆の和歌や書状が福岡市博物館に所蔵されている。
次の藩主として側室が産んだ黒田重政を幼少時より厳しく教育し、その正室・菊姫（真含院）とともに黒田家の奥を取り仕切ったが、重政、続いてその弟の長経も病で亡くなってしまう。黒田家は幕命で一橋徳川家から治之を養子に迎えることになるが、その折に、継高と圭光院は黒田家の永続、公儀領長崎奉行地の警備担当を幕府に強く約束させた。
継高との間に長女藤子（池田宗政正室）、次女為（酒井忠温正室）、四女友（松平定邦正室）を儲けた。
墓所は東京都渋谷区の祥雲寺。法名は圭光院殿明心宗悟大姉。